# Iva Kevra
Iva Kevra (Pula, 29. oktobar 1990) hrvatsko-srpska je televizijska, pozorišna i glasovna glumica.

## Biografija
Rođena je 29. oktobra 1990. godine u Puli, gde je završila osnovnu školu i gimnaziju. Majka Mara joj je iz Srbije, iz Lukićeva (u Banatu), gde joj i dalje živi baka Anđelija. U Srbiji je sa sestrom svakog drugog leta provodila letnje raspuste, a od 2010. godine živi u Beogradu. Završila je govorničku školu Ivo Škarić i diplomirala glumu na fakultetu dramskih umetnosti u Beogradu 2014. godine, u klasi profesora Vladimira Jevtovića. Aktivno radi u studiju za srpske sinhronizacije Gold Digi Net.

## Pozorište
Iva Kevra igra u Istarskom narodnom pozorištu kao članica dramskog studija. Prva profesionalna predstava joj je Saloma u režiji Damira Zlatara Freja. Takođe glumi u pozorištima u Srbiji, poput Šabačkog pozorišta.

## Filmografija
| God. | Naziv               | Uloga             |
| ---- | ------------------- | ----------------- |
| 2013 | Igla                | krojačica         |
| 2015 | Bićemo prvaci sveta | Josipa Škarica    |
| 2015 | Jedne letnje noći   |                   |
| 2016 | Prvaci sveta        | Josipa Škarica    |
| 2017 | Senke nad Balkanom  | Krista Avakumović |
| 2018 | Žigosani u reketu   | Lucija            |

## Uloge u srpskim sinhronizacijama
| Godina | Naziv                            | Uloga           |
| ------ | -------------------------------- | --------------- |
| 2013   | Avatar: Poslednji vladar vetrova | Katara          |
| 2013   | Vodeni svet malih gupija         | Una             |
| 2013   | Aj Karli                         | Mendi           |
| 2013   | Patrolne šape                    | sporedni likovi |
| 2013   | S.T.O.P. Papi                    | Kiti Kecvel     |
| 2013   | Superšpijunke (Gold Digi Net)    | sporedni likovi |
| 2014   | Dora i prijatelji                | Alana           |
| 2014   | Sem i Ket                        | Mindi           |
| 2015   | Niki, Riki, Diki i Don           | Emili           |
| 2015   | Blejz i čudovišne mašine         | sporedni likovi |
| 2016   | Kuća Buka                        | Leni Buka       |
| 2018   | Kraljevska akademija             | Калипсо         |

## Spoljašnje veze
- Iva Kevra на веб-сајту  (језик: енглески)
- Volela bih da igram s Vesnom Trivalić kurir.rs
- Umetnost pomeranja granica Архивирано на веб-сајту  (19. јануар 2019) gloria.rs
- Moje putovanje iz snova nadlanu.com